# Koki Kano
Koki Kano (en japonés: 加納虹輝, Kano Koki; Ama, 19 de diciembre de 1997) es un deportista japonés que compite en esgrima, especialista en la modalidad de espada.
Participó en dos Juegos Olímpicos de Verano, obteniendo tres medallas, oro en Tokio 2020 en la prueba por equipos (junto con Kazuyasu Minobe, Masaru Yamada y Satoru Uyama), y dos en París 2024, oro individual y plata por equipos (con Akira Komata, Masaru Yamada y Kazuyasu Minobe).
Ganó tres medallas en el Campeonato Mundial de Esgrima, en los años 2022 y 2025.

## Palmarés internacional
| Juegos Olímpicos   | Juegos Olímpicos  | Juegos Olímpicos  | Juegos Olímpicos   |
| Año                | Lugar             | Medalla           | Prueba             |
| ------------------ | ----------------- | ----------------- | ------------------ |
| 2020               | Tokio (Japón)     | Medalla de oro    | Espada por equipos |
| 2024               | París (Francia)   | Medalla de oro    | Espada individual  |
| 2024               | París (Francia)   | Medalla de plata  | Espada por equipos |
| Campeonato Mundial |                   |                   |                    |
| Año                | Lugar             | Medalla           | Prueba             |
| 2022               | El Cairo (Egipto) | Medalla de bronce | Espada por equipos |
| 2025               | Tiflis (Georgia)  | Medalla de oro    | Espada individual  |
| 2025               | Tiflis (Georgia)  | Medalla de oro    | Espada por equipos |